# Shin-Fukae (métro d'Osaka)
Shin-Fukae (新深江駅, Shin-Fukae-eki) est une station du métro d'Osaka sur la ligne Sennichimae dans l'arrondissement de Higashinari à Osaka.

## Situation sur le réseau
La station Shin-Fukae est située au point kilométrique (PK) 10,1 de la ligne Sennichimae, entre les stations Imazato et Shoji.

## Histoire
La station a été inaugurée le 10 septembre 1969.

## Services aux voyageurs

### Accès et accueil
La station est ouverte tous les jours.

### Desserte
- Ligne Sennichimae :
  - voie 1 : direction Minami-Tatsumi
  - voie 2 : direction Nodahanshin